# 대명로
대명로(Daemyeong-ro)는 대구광역시 달서구 송현동성당네거리에서 남구 대명동영대병원네거리까지 연결하는 도로이다.

## 주요 경유지
대구광역시
- 달서구 (송현동) - 남구 (대명동)

## 노선
| 이름             | 접속 노선             | 소재지        | 소재지        | 소재지        | 비고          |
| 구마로와 직결    | 구마로와 직결         | 구마로와 직결 | 구마로와 직결 | 구마로와 직결 | 구마로와 직결 |
| ---------------- | --------------------- | ------------- | ------------- | ------------- | ------------- |
| 성당네거리       | 국도 제5호선 (성당로) | 대구광역시    | 달서구        | 송현동        |               |
| 대명역 교차로    | 대명로13길 대명로14길 | 대구광역시    | 남구          | 대명동        |               |
| 대명네거리       | 안지랑로 대명로25길   | 대구광역시    | 남구          | 대명동        |               |
| 안지랑네거리     | 두류공원로            | 대구광역시    | 남구          | 대명동        |               |
| 앞산네거리       | 현충로                | 대구광역시    | 남구          | 대명동        |               |
| 남부경찰서교차로 |                       | 대구광역시    | 남구          | 대명동        |               |
| 명덕시장교차로   | 대명로57길 대명58길   | 대구광역시    | 남구          | 대명동        |               |
| 영대병원네거리   | 중앙로                | 대구광역시    | 남구          | 대명동        |               |
| 봉덕로와 직결    |                       |               |               |               |               |

## 주요 건물 및 시설
- iM뱅크 (대명로 23/대명동 1519-9)
- GS25 대명점 (대명로 27-1/대명동 1591-20)
- 대구시설공단 (대명로 29/대명동 1593-4)
- 새마을금고남구 새마을금고 제3지점 (대명로 34/대명동 11115-1)
- 남대구세무서 (대명로 55/대명동 1593-20)
- SK텔레콤 동행대리점 대명점 (대명로 56/대명동 1099-3)
- 농협 대구축산농협 (대명로 61/대명동 1593-18)
- 기아 대명대리점 (대명로 70/대명동 1058-1)
- 대구안지랑우체국 (대명로 79/대명동 1623-11)
- 버거킹 대구대명FS점 (대명로 89/대명동 1623-20)
- 대구대명초등학교 (대명로 100/대명동 960)
- 홈플러스 남대구점 (대명로 116/대명동 959-1)
- 국민건강보험공단 대구남부지사 (대명로 124/대명동 959-10)
- SK텔레콤 가야대리점 안지랑역점 (대명로 154/대명동 906-2)
- 롯데리아 대구안지랑점 (대명로 160-2/대명동 903-3)
- 파리바게뜨 대구안지랑점 (대명로 161/대명동 810-4)
- 농협 동대구농협 하나로마트 대명점 (대명로 164/대명동 902-2)
- 배스킨라빈스 대구안지랑역점 (대명로 165/대명동 811-3)
- 이마트24 R대구안지랑점 (대명로 172/대명동 901-4)
- 현대자동차 앞산지점 (대명로 184/대명동 724-41)
- iM뱅크 대덕지점 (대명로 195/대명동 784-2)
- 타이어뱅크 앞산점 (대명로 210/대명동 336-7)
- HD현대오일뱅크 직영 대구제일셀프주유소 (대명로 226/대명동 332-9)
- 대구남부경찰서 (대명로 249/대명동 1701-7)
- GS칼텍스 그린에너지 직영주유소 (대명로 277/대명동 175-4)
- 파리바게트 영대병원점 (대명로 289/대명동 142-12)
- 투썸플레이스 대구영대병원역점 (대명로 291/대명동 142-4)
- 프로미카월드 대구대명점 (대명로 293/대명동 142-13)
- 농협 동대구농협 영대병원역점 (대명로 302/대명동 73-1)